# Né pour vaincre
Pour plus de détails, voir Fiche technique et Distribution.
Né pour vaincre (Born to Win) est un film américain d'Ivan Passer sorti en 1971.

## Synopsis
Un junkie connu sous le nom de J.J tente de remonter la pente, et cela grâce à l'aide de la femme qu'il aime.

## Fiche technique
- Titre : Né pour vaincre
- Titre original : Born to Win
- Réalisation : Ivan Passer
- Scénario : Ivan Passer et David Scott Milton
- Musique : William S. Fisher
- Montage : Ralph Rosenblum
- Genre : Comédie noire
- Durée : 88 minutes
- Classification : 
  - France : interdit aux moins de 16 ans avec avertissement

## Distribution
- George Segal (VF : Patrick Floersheim) : J
- Karen Black : Parm
- Paula Prentiss : Veronica
- Jay Fletcher : Billy Dynamite
- Héctor Elizondo : Vivian
- Robert De Niro (VF : Jean-Philippe Puymartin) : Danny
- Ed Madsen : Detective
- Marcia Jean Kurtz : Marlene

## Accueil
Le film a reçu un accueil mitigé de la critique. Il obtient un score moyen de 55 % sur Metacritic.